# Magnus Robach
Nils Magnus Robach, född 1952, är en svensk diplomat.

## Biografi
Robach anställdes på Utrikesdepartementet (UD) 1976 och har bland annat tjänstgjort i Kairo och Tokyo. Åren 1993-1998 var han minister och andreman på ambassaden i Paris, 1998-2002 departementsråd och chef för UD:s Afrikaenhet, 2002-2005 chef för UD:s EU-enhet och 2005-2007 ambassadör och chef för Statsrådsberedningens EU-kansli. Robach efterträdde 2007 Herman af Trolle som ambassadör i Bryssel och blev själv efterträdd som chef för EU-kansliet av dennes fru Ingrid Hjelt af Trolle. Robach var ambassadör i Brasilia 2011-2014 och i Tokyo 2014-2019.
Robach är utbildad journalist.